# Kwäday Dän Ts'ìnchi
Kwäday Dän Ts'ìnchi – naturalnie zmumifikowane ciało ludzkie znalezione w 1999 roku na terenie Parku Tatshenshini-Alsek w prowincji Kolumbia Brytyjska w Kanadzie, powyżej granicy drzew w pobliżu lodowca.
Imię Kwäday Dän Ts'ìnchi oznacza w języku miejscowych Indian odnaleziona osoba z odległych czasów.  Po pobraniu próbek do dalszych badań, ciało zostało spalone a prochy rozsypane w miejscu znalezienia jego ciała.
Kwäday Dän Ts'ìnchi zmarł mając około 20 lat z nieustalonego powodu, możliwe że w wyniku wypadku a następnie hipotermii. Z badań pyłków kwiatowych ustalono, że śmierć nastąpiła w okresie letnim. Wiek oceniony został metodą datowania radiowęglowego na 300 do 550 lat temu, tzn. Kwäday Dän Ts'ìnchi żył w okresie pomiędzy około latami 1450 a 1700.  Są to najstarsze naturalnie zmumifikowane szczątki ludzkie znalezione w Ameryce.
Z ciałem znaleziono szereg przedmiotów: okrycie z 95 skórek susłowych i wiewiórczych zszytych włóknami ścięgnowymi,  nakrycie głowy utkane z włókna świerkowego, laska do chodzenia, nóż z żelaznym ostrzem, narzędzie ręczne o nieznanych przeznaczeniu, woreczek z jadalnymi liśćmi, atlatl oraz strzała.